# Sabrina (film, 1954)
A Sabrina 1954-ben bemutatott fekete-fehér, egész estés amerikai romantikus filmvígjáték-dráma. A forgatókönyvet Samuel A. Taylor és Ernest Lehman írta, Billy Wilder rendezte, a zenéjét Frederick Hollander szerezte, a főszerepben Humphrey Bogart, Audrey Hepburn és William Holden látható. A mozifilm a Sabrina Fair című színdarab filmváltozata.
Az Amerikai Egyesült Államokban 1954. szeptember 22-én, Nagy-Britanniában pedig már szeptember 9-én bemutatták.

## Történet
Sabrina, a Larrabee család sofőrjének lánya, aki beleszeret apja gazdag munkaadójának fiába, az előkelő megjelenésű Davidbe. A lány Párizsba utazik, hogy elvégezzen egy háztartási iskolát. Két év múlva tér haza, új külsővel, kész nőként, és nyomban megpróbál David közelébe férkőzni. A fiú addigra már az esküvőjét tervezi, de ez nem akadályozza meg abban, hogy Sabrinával szerelmi viszonyba kezdjen. Ezért aztán összeül a családi tanács, és hogy David tervezett házassága ne essen kútba, David kissé régimódi agglegény bátyja, Linus vállalja, hogy udvarol Sabrinának, és eltereli figyelmét Davidről. A pedáns üzletember végül maga is beleszeret a lányba, és feleségül is veszi.

## Szereplők
- Linus Larrabee – Humphrey Bogart
- Sabrina Fairchild – Audrey Hepburn
- David Larrabee – William Holden
- Oliver Larrabee – Walter Hampden
- Thomas Fairchild – John Williams

## Díjak és jelölések

### Oscar-díj(1955)
- díj: legjobb jelmeztervezés: Edith Head
- jelölés: legjobb rendező jelölés: Billy Wilder
- jelölés: legjobb női főszereplő jelölés: Audrey Hepburn
- jelölés: legjobb operatőr (fekete-fehér) jelölés: Charles Lang
- jelölés: legjobb látványtervezés (fekete-fehér) jelölés: Hal Pereira, Walter H. Tyler, Sam Comer, Ray Moyer
- jelölés: legjobb adaptált forgatókönyv: Billy Wilder, Samuel A. Taylor, Ernest Lehman

### BAFTA-díj(1955)
- jelölés: Legjobb angol színésznő: Audrey Hepburn

### Golden Globe-díj(1955)
- díj: Legjobb forgatókönyv: Billy Wilder, Samuel A. Taylor, Ernest Lehman

### Forgatókönyvírók Szakszervezete (1955)
- díj: WGA-díj – Legjobb amerikai komédia író: Billy Wilder, Samuel A. Taylor, Ernest Lehman

## Feldolgozás
1995-ben mutatták be a film azonos című  feldolgozását, Harrison Ford, Julia Ormond és Greg Kinnear főszereplésével.